# Antonio Pardo Sebastián

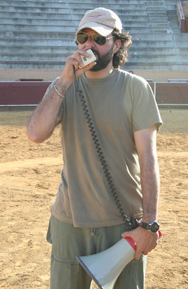
Antonio Pardo Sebastián.

Antonio Pardo Sebastián (El Pardo, Madrid, 27 de septiembre de 1968) es un director y productor de teatro español.

## Biografía
Estudió interpretación en la Escuela de Juan Carlos Corazza (1995 - 1998), donde realizó estudios de clown y canto. En 2001 creó la Productora ETC, que diseñó espectáculos de calle para parques temáticos. En 2004 creó Conga Producciones junto a su pareja, la periodista Gema López, donde produjo espectáculos para el Ayuntamiento de Madrid (2005, 2006, 2007 y 2010) y para la II Muestra de Cine Europeo Ciudad de Segovia 2007. 
En 2006 produjo y dirigió el cortometraje El Tercer Día, rodado en Sepúlveda (Segovia) en 35 mm., thriller ambientado en la España del siglo XVII. Cortometraje seleccionado en el Festival Internacional de Cine de Fargo (Dakota del Norte, EE. UU.) y recibió el premio Aloha Accolade a la calidad cinematográfica en el Festival Internacional de Cine de Honolulu (Hawái).
Adaptó El Tercer Día al teatro (estreno 14 de abril de 2007 en Alba de Tormes), obra premiada como Mejor montaje escénico en el Festival de La Litera (Huesca) 2007 y al Mejor vestuario y maquillaje en el XII Certamen de Teatro San Juan Evangelista (Madrid) 2012. 
Produjo y dirigió la obra infantil El Profesor Barelis, ganadora del I Festival de teatro infantil profesional de Castilla y León “Lucero del Alba” celebrado en Cigales (Valladolid) 2012.
Entre 2010 y 2013 trabajó como director de escena en la recreación del Bando de los alcaldes de Móstoles en las fiestas del 2 de mayo para el Ayuntamiento de Móstoles.

## Trabajos

### Cine
- 2012 Libertador (Alberto Arvelo) coordinador de acción.
- 2007 Che: Guerrilla (Steven Soderbergh) especialista.
- 2006 Karol, un Papa rimasto uomo (Giacomo Battiato) actor de reparto.
- 2006 El Tercer Día (cortometraje) director.
- 2005 La Dama Boba (Manuel Iborra) actor de reparto.
- 2005 El Laberinto del Fauno (Guillermo del Toro) especialista.
- 2005 El Capitán Alatriste (Agustín Díaz Yanes)
- 2004 Muertos Comunes (Norberto Ramos del Val) actor de reparto.
- 2003 Cuídate de Mí (Javier de la Torre) actor de reparto.
- 1994 Besos y Abrazos (Antonio Garate) actor de reparto.

### Televisión
- 2004 Memoria de España (RTVE) actor de reparto.
- 2002 Policías (Globomedia, Antena 3) actor de reparto.
- 1999 Al Salir de Clase (Boca a Boca, Telecinco) actor de reparto.
- 1997 La Casa de los Líos (Cartel, Antena 3) actor de reparto.

### Publicidad
- 2010 Soficcini Findus (Vivi Film) coordinador de acción.

### Teatro
- 2012 El Profesor Barelis - productor y director.
- 2007 El Tercer Día - productor y director.